# Пчёлка (Башкортостан)
Пчелка (баш. Пчелка) — деревня в Куюргазинском районе Республики Башкортостан Российской Федерации. Входит в состав Ленинского сельсовета.

## География

### Географическое положение
Находится на берегу реки Белой.
Расстояние до:
- районного центра (Ермолаево): 30 км,
- центра сельсовета (Бугульчан): 3 км,
- ближайшей ж/д станции (Кумертау): 28 км.

## Население
| 2002 | 2009 | 2010 |
| ---- | ---- | ---- |
| 9    | ↘4   | ↘2   |

Национальный состав
Согласно переписи 2002 года, преобладающая национальность — русские (89 %).